# Boulevard Poniatowski
Le boulevard Poniatowski est une voie située dans les quartiers du Bel-Air, de Picpus, et de Bercy du 12e arrondissement de Paris. C'est un élément de la ceinture de boulevards extérieurs dits « boulevards des Maréchaux ».

## Situation et accès
Le boulevard part du quai de Bercy et passe par la porte de Charenton avant d'arriver à la porte Dorée et à l'avenue Daumesnil, où il laisse place au boulevard Soult.
Après avoir été accessible par la ligne de bus de Petite Ceinture, le boulevard Poniatowski est désormais accessible par la ligne 8 du métro aux stations Porte Dorée et Porte de Charenton et la ligne 3a du tramway.

## Origine du nom

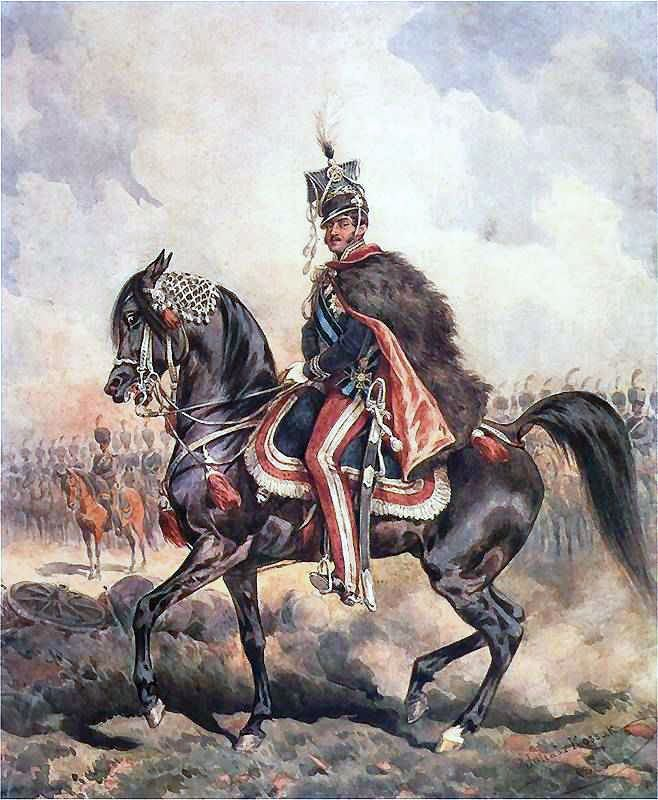
Le maréchal Poniatowski par Juliusz Kossak, 1897.

Le boulevard a reçu son nom du prince Joseph-Antoine Poniatowski (1763-1813), maréchal de France.

## Historique
En 1859, le génie militaire cède, sous conditions, la jouissance de la rue à la ville de Paris. Le boulevard Poniatowski fait partie de la ceinture de boulevards créée à partir de 1861 le long de l'enceinte de Thiers, à la place de la rue Militaire. Il prend son nom actuel en 1864.

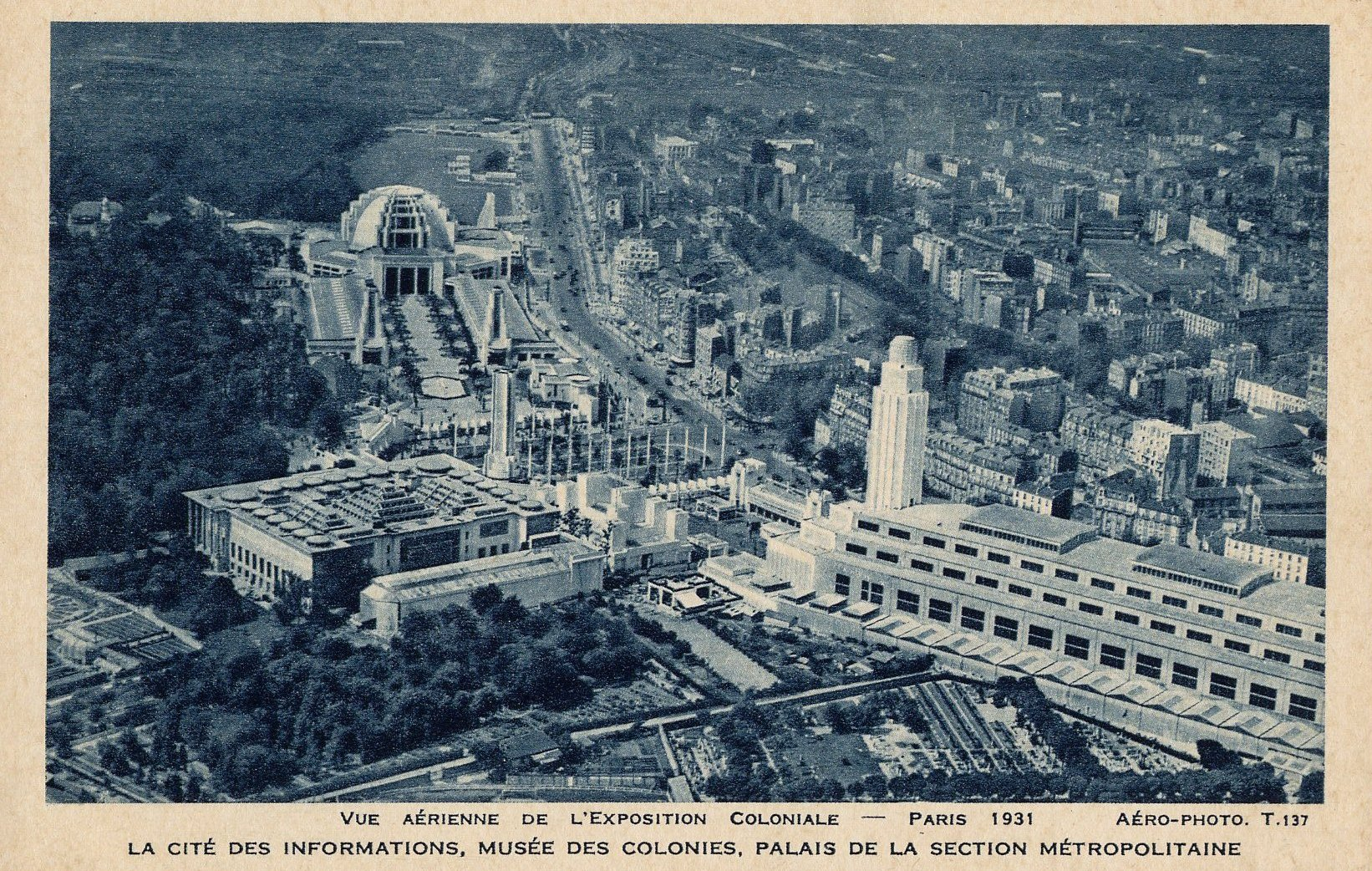
Le boulevard Poniatowski lors de l'Exposition coloniale de 1931.
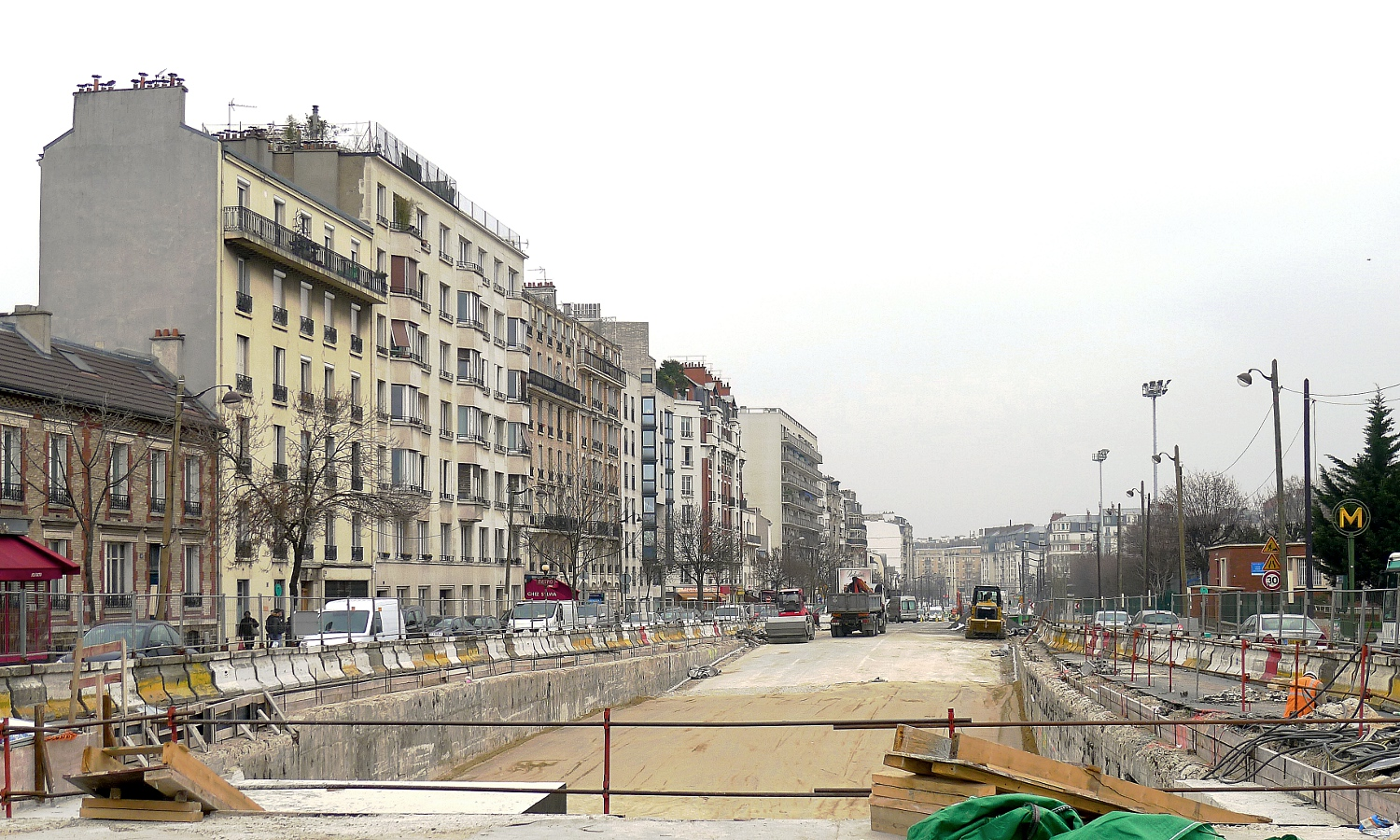
Travaux de 2011.

## Bâtiments remarquables et lieux de mémoire
- No 5 : emplacement de la gare de la Rapée-Bercy, sur l'ancienne ligne de Petite Ceinture.
- No 117 : vestiges du bastion no 1 de l'enceinte de Thiers.

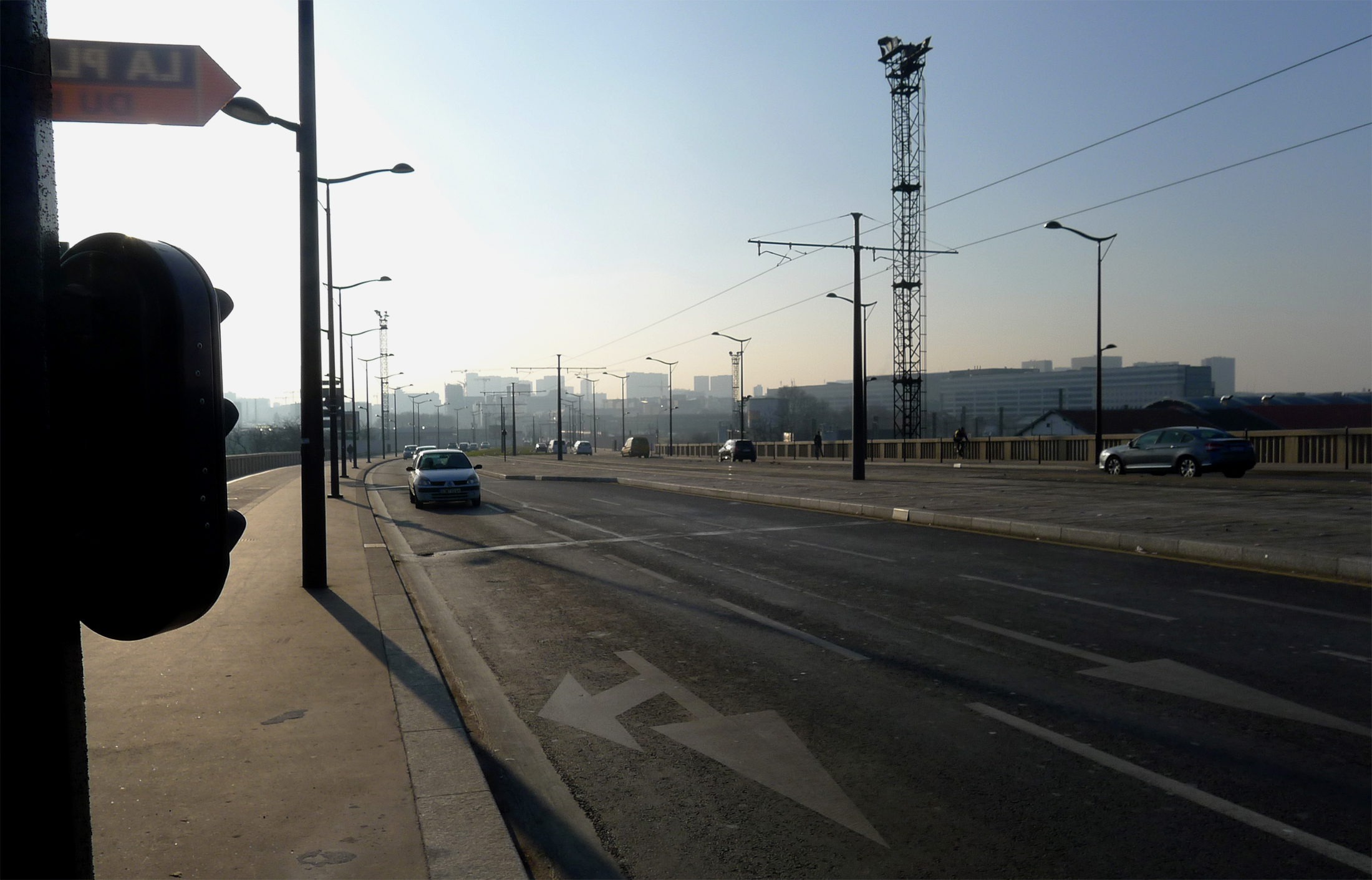
Entre la porte de Charenton et celle de Bercy en 2015.
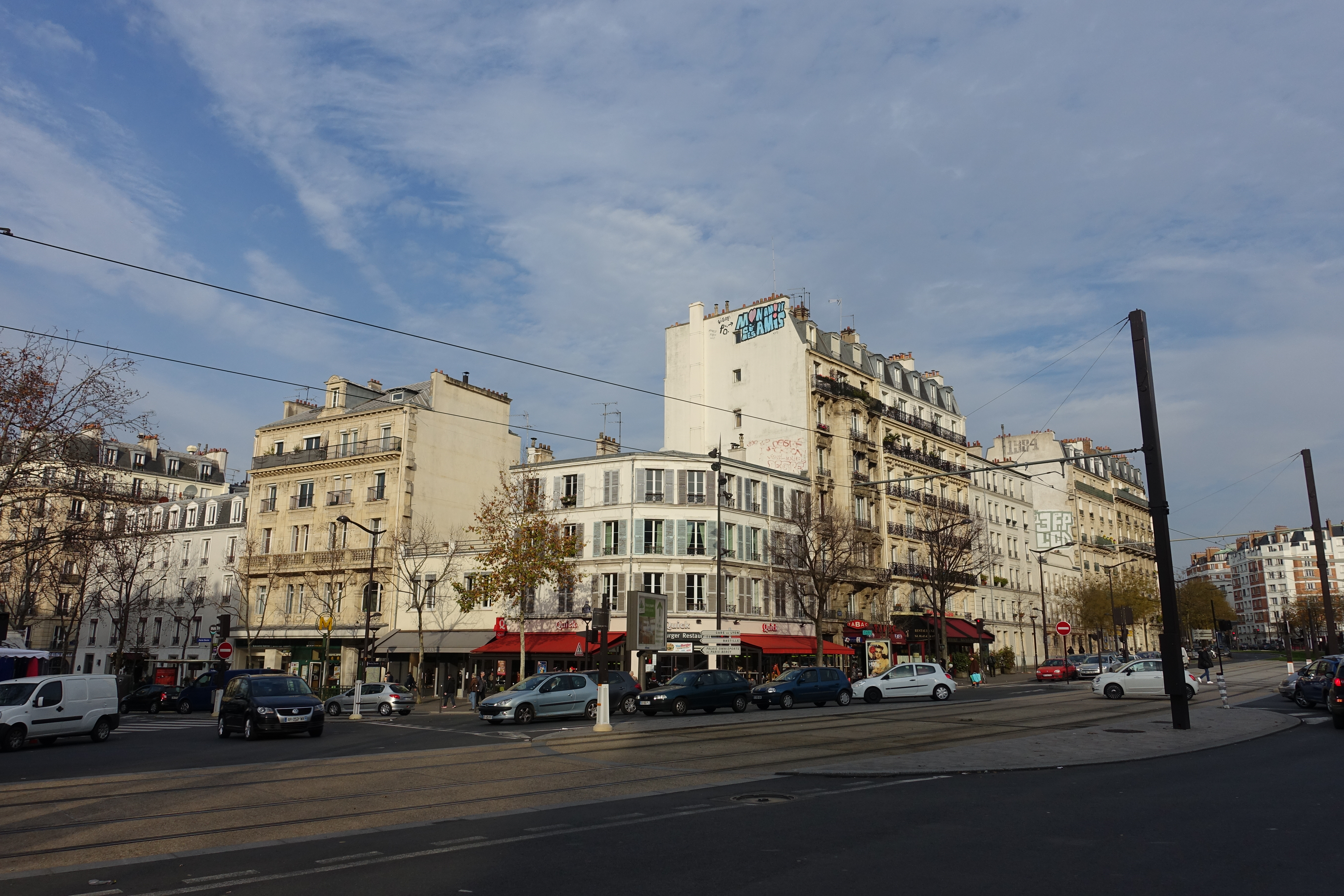
La porte Dorée.
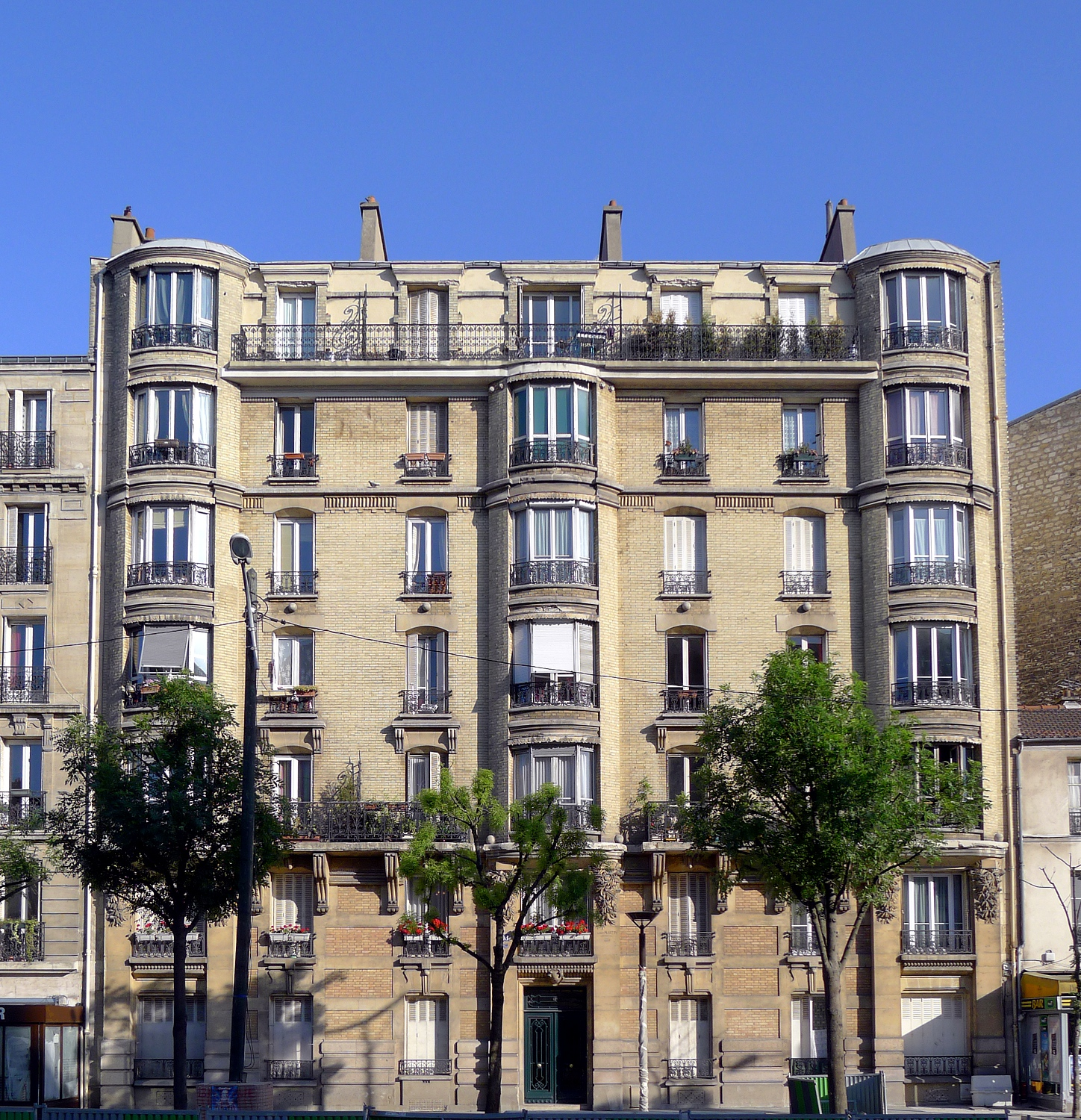
Immeuble.
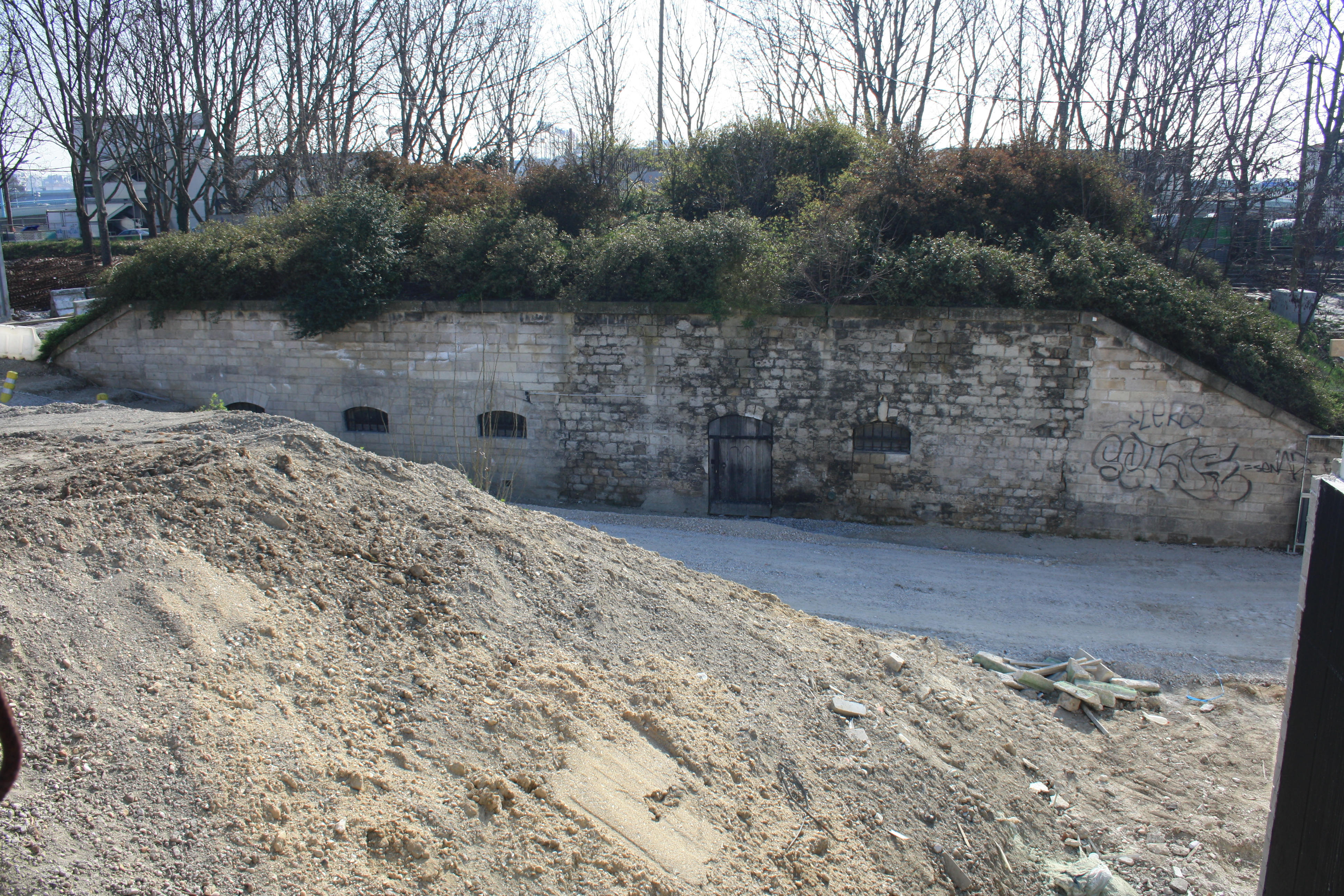
Vestiges du bastion no 1.
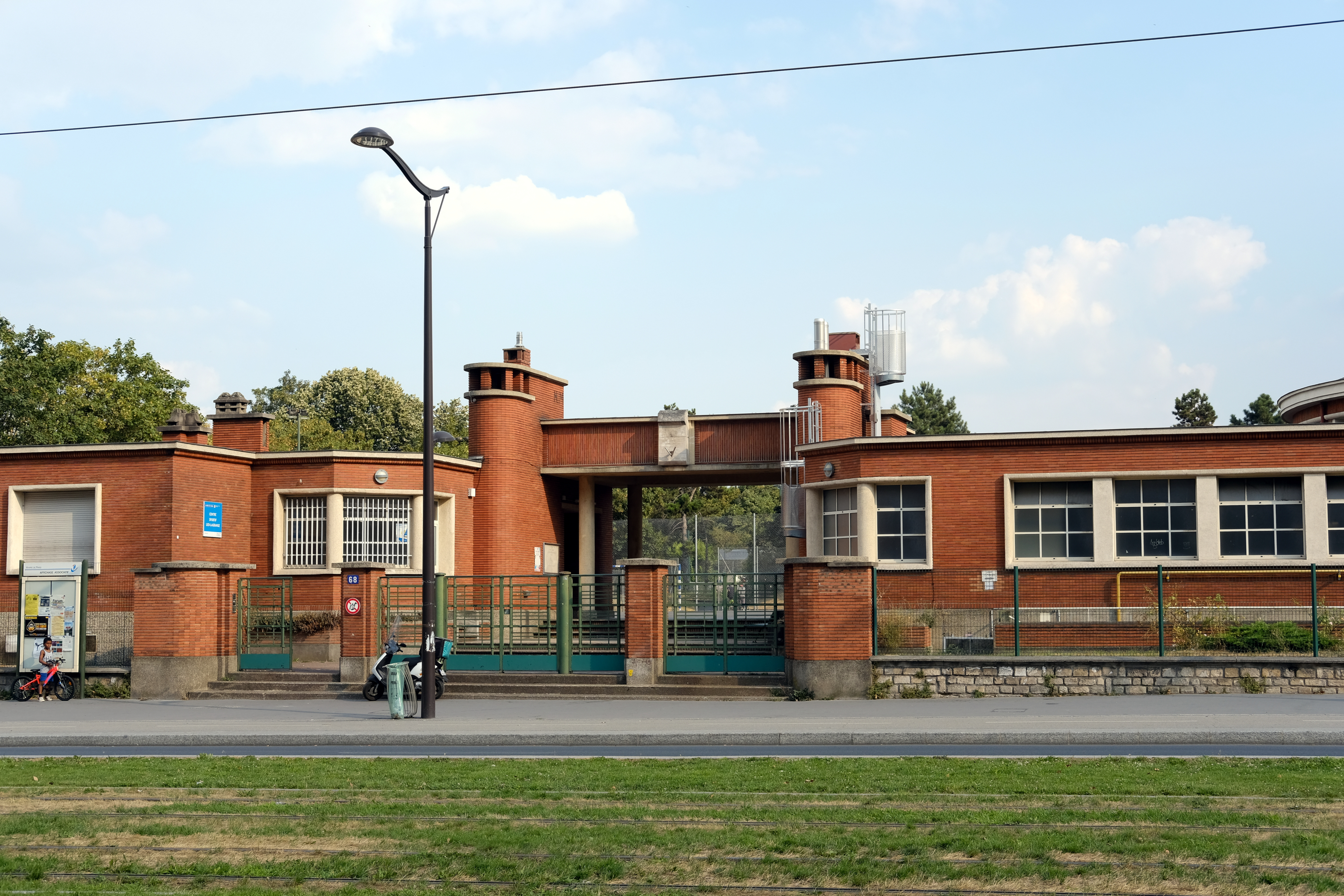
Entrée du stade Léo Lagrange.